# Atle Roar Håland
Pour les articles homonymes, voir Håland.
Atle Roar Håland est un footballeur norvégien, né le 26 juillet 1977 à Kvinesdal en Norvège. Il évolue comme stoppeur.

## Sélection nationale
Atle Roar Håland obtient son unique sélection le 1er mars 2006 lors d'un match amical gagné (2-1) contre le Sénégal à Dakar.

## Palmarès
IK Start
- Champion de Division 2 norvégienne (1) : 2004